# Stone Cold Sober (Tankard)
Stone Cold Sober è il quinto album in studio dei thrashers tedeschi Tankard

## Tracce
1. Jurisdiction
2. Broken Image
3. Mindwild
4. Ugly Beauty
5. Centerfold (cover dei The J. Geils Band)
6. Behind the Back
7. Stone Cold Sober
8. Blood,Guts & Rock'n'Roll
9. Lost and Found (Tantrum Part 2)
10. Sleeping With the Past
11. Freibier
12. Of Strange People Talking Under Arabian Skies

Nel 2005 l'album viene rimasterizzato e gli vengono aggiunte 3 live bonus track prese dal video Open All Night, inoltre
Of strange people talking under Arabian skies viene ridotta di pochi secondi e quei pochi secondi vengono trasformati in una nuova traccia che viene chiamata Outro.
1. Outro
2. Don't panic (live)
3. 666 packs (live)
4. Shit-faced (live)

## Formazione
- Andreas "Gerre" Geremia - voce
- Alex Katzmann - chitarra
- Andy Bulgaropulos - chitarra
- Frank Thowarth - basso
- Arnulf Tunn - batteria